# Маркус Берг
Маркус Берг (на шведски: Marcus Berg, правилен изговор на фамилията от шведски Бери) е шведски футболист, роден на 17 август 1986 в Торшбю. Берг е считан за едни от най-добрите млади нападатели в Европа. Той е голмайстор на шведското първенство през 2007 г. и на Европейското първенство за младежи през 2009 г., където със своите седем попадения поставя нов рекорд. Маркус е по-малък брат на Йонатан Берг, който също е футболист.

## Клубна кариера
Първоначално Берг играе в детските формации на ИФ Торшбю и ИФК Велен. През 2003 г. преминава в гранда ИФК Гьотеборг. Две години по-късно дебютира за първия отбор, където играе и брат му Йонатан. През 2006 г. вече е част от титулярния състав. До средата на сезон 2007 Берг отбелязва 14 гола в 17 мача и въпреки че преминава в холандския Гронинген, тези голове се оказват достатъчни да спечели голмайсторския приз, заедно с Разак Омотойоси от Хелсингборис ИФ (той обаче вкарва 14 гола в 23 срещи). Трансферната сума е 38 милиона шведски крони (около 4 милиона евро). В Холандия Берг отново доказва голмайсторския си нюх и през двата си сезона там отбелязва 15 и 17 гола, завършвайки на съответно пето и трето място в голмайсторската класация. Още тогава интерес към него започват да проявяват Аякс и Айндховен. След фурора, който прави на Европейското първенство за младежи, отборите, които искат да го закупят се умножават - Тотнъм, Евертън, Фулъм, , Астън Вила,  Фиорентина и Лацио. В крайна сметка Берг подписва за пет години с Хамбургер, а трансферната сума се равнява на 10,5 милиона евро.

## Национален отбор
Берг дебютира за младежкия национален отбор на 28 февруари 2006 г. срещу младежине на Ирландия. В последвалите мачове успява да си извоюва място сред титулярите. На 6 февруари 2008 г. изиграва първия си мач за А отбора срещу Турция. Въпреки това не получава повиквателна за Евро 2008. Берг вкарва първия си гол за А отбора на 10 юни 2009 г. при победата с 4:0 над Малта. Непосредствено след това взима участие на Европейското първенство за младежи в собствената си държава, където златната обувка за голмайстор на турнира със 7 гола в 4 мача и наградата за най-добър играч.

## Стил на игра
Маркус Берг умее да стреля и с двата си крака. Освен това е добър в играта с глава и дрибъла.

## Успехи

### Клубни
Гьотеборг
- Шампион на Швеция (1): 2007

 Панатинайкос
- Носител на Купата на Гърция (1): 2014

### Национален отбор
Швеция до 21 г.
- Голмайстор на Европейско първенство за младежи – 2009
- Най-добър играч на Европейско първенство за младежи – 2009